# یواس‌اس کرلو (ای‌ام-۸)
یواس‌اس کرلو (ای‌ام-۸) (به انگلیسی: USS Curlew (AM-8)) یک کشتی بود که طول آن ۱۸۷ فوت ۱۰ اینچ (۵۷٫۲۵ متر) بود. این کشتی در سال ۱۹۱۸ ساخته شد.